# Andinomyia nigra
Andinomyia nigra är en tvåvingeart som beskrevs av Vimmer och Victor Gerald Soukup 1940. Andinomyia nigra ingår i släktet Andinomyia och familjen parasitflugor.
Artens utbredningsområde är Peru. Inga underarter finns listade i Catalogue of Life.